# Цицерс
Цицерс (нем. Zizers) — коммуна в кантоне Граубюнден, Швейцария. Входит в состав округа Ландкварт. На 2014 год население коммуны составляло 3320 человек. Официальный код — 3947.

## Географическое положение
Площадь Цицерса составляет 11 км². 41,5 % площади составляли сельскохозяйственные угодья, 38,5 % — леса, 12,1 % территории заселено, 7,8 % — непригодные для жизни земли (реки, горы, ледники).Коммуна находится в долине Рейна.

## История
Цицерс впервые упоминается в 824 году как Zizuris. Протестанты в городе впервые упоминаются в 1612 году, к 1614 году они составляют более половины населения города. В позднем средневековье Цицерс становится административным и судебным центром 3 прилегающих городов. В городе находятся несколько дворцов семьи Сали XVII века. Символом Цицерса является нижний замок. Город известен своими винами, фруктами и овощами. Население Цицерса удвоилось в период с 1960 по 1980 год после появления промышленных рабочих мест (промышленной зоны Тардис).

## Население
На декабрь 2014 года население Цицерса составляло 3320 человек. На 2000 год было 49,7 % мужчин и 50,3 % женщин. 88,7 % населения разговаривало на немецком, 3,2 % — на итальянском, 2,0 % — на сербо-хорватском. 10,6 % населения Цицерса были в возрасте до 9 лет, 14,0 % — от 10 до 19 лет, 12,0 % — от 20 до 29 лет, 16,1 % — от 30 до 39 лет, 15,9 % — от 40 до 49 лет, 12,3 % — от 50 до 59 лет, старше 60 лет было 19,2 % населения.
На выборах в 2007 году наибольшее количество голосов получила Швейцарская народная партия (36,4 %), за Христианско-демократическую народную партию Швейцарии проголосовали 18,6 %, за Социал-демократическую партию Швейцарии — 20,0 %, за Свободную демократическую партию — 18,5 %.
| 1850 | 1900 | 1950 | 1960 | 1980 | 2000 | 2006 | 2014 |
| ---- | ---- | ---- | ---- | ---- | ---- | ---- | ---- |
| 925  | 1107 | 1281 | 1290 | 2425 | 2983 | 3152 | 3320 |